# Chopin Vodka
Chopin Vodka är ett polskt vodkamärke tillverkat av destilleriet Polmos Siedlce. Vodkan destilleras helt av potatis. Vodkan har destillerats fem gånger. Alkoholhalten är 40%.
Märket, som lanserades 1993, är döpt efter den polske kompositören Frederic Chopin. Det har marknadsfört tämligen kraftfullt under senare år, inte minst i USA.